# Train of Thought (Reflection Eternal)
Train of Thought è l'album di debutto del duo hip hop statunitense Reflection Eternal, pubblicato il 17 ottobre del 2000 e distribuito da Rawkus e Priority. In Canada la commercializzazione è partecipata da Virgin. Partecipano all'album Mos Def, Kool G Rap, De La Soul, Xzibit e Rah Digga. L'esordio del duo è accolto positivamente da pubblico e critica.
| Recensione           | Giudizio |
| -------------------- | -------- |
| AllMusic             | [ 1 ]    |
| Chicago Sun-Times    | [ 2 ]    |
| Los Angeles Times    | [ 3 ]    |
| The Guardian         | [ 4 ]    |
| Entertainment Weekly | B−       |
| Rolling Stone        | [ 6 ]    |
| Pitchfork            | [ 7 ]    |
| NME                  | [ 8 ]    |
| The Source           | [ 9 ]    |
| USA Today            | [ 10 ]   |

## Tracce
Testi di Reflection Eternal e musiche di Hi-Tek eccetto dove indicato. Troy Hightower al missaggio nelle tracce 2, 5-7, 9-11, 13-16, 18-19, 21.
1. Experience Dedication (feat. Dave Chapelle) – 2:23
2. Move Somethin' (feat. Nonye) – 3:08
3. Some Kind of Wonderful – 3:14 (musica: Hi-Tek. Missaggio: Ken Ifill)
4. The Blast (feat. Vinia Mojica) – 3:07 (musica: Hi-Tek. Missaggio: Steve Souder)
5. This Means You (feat. Mos Def) – 4:12 (testo: Tony Cottrell, Talib Green, Dante Smith)
6. Too Late (feat. Res) – 3:25 (musica: Hi-Tek. Tastiere: Weldon Irvine)
7. Memories Live (feat. Big Del & Donte) – 3:58
8. Africa Dream – 4:09 (musica: Talib Kweli, Weldon Irvine. Co-produzione: Hi-Tek. Missaggio: Carlisle Young. Scratches: Chris Crossfader. Percussioni: Bassi Kolo Percussion Group. Tromba: Derrick Gardner)
9. Down for the Count (feat. Rah Digga & Xzibit) – 3:51 (testo: Cottrell, Greene, Alvin Joiner, Rashia Fisher)
10. Name of the Game (feat. Kendra Ross, Little Tone & Monique Walker) – 1:50
11. Ghetto Afterlife (feat. Kool G Rap) – 2:58 (testo: Cottrell, Greene, Nathaniel Wilson)
12. On My Way (feat. Kendra Ross, Tiye Phoenix & Vinia Mojica) – 1:09 (testo: Cottrell, Eric Isaacs, Thomas)
13. Love Language (feat. Les Nubians) – 5:02 (testo: Cottrell, Greene, C. Foussart, H. Foussart – musica: Hi-Tek. Sassofono: Teodross Avery)
14. Love Speakeasy – 1:38 (musica: Hi-Tek. Sassofono: Teodross Avery)
15. Soul Rebels (feat. De La Soul) – 4:02 (testo: Cottrell, Greene, Kelvin Mercer, David Jude Jolicoeur, Vincent Mason)
16. Eternalists – 3:58
17. Big del from da Natti (feat. Big Del) – 1:15 (testo: Cottrell, D. Geralds)
18. Touch You (feat. Dave Chapelle, Piakhan & Supa Dav West) – 4:41 (testo: Cottrell, Greene, Dave West, D. Stanford Jr. – musica: Hi-Tek. Chitarra: Jeff Davidson)
19. Good Mourning – 3:34
20. Expansion Outro – 7:59 (testo: Cottrell)
21. Four Woman (feat. Darcel, Imani Uzuri, Katushia, Neb Luv, Tiye Phoenix, Tiyi Willingham, Tracie) (testo: Nina Simone, Cottrell, Greene – musica: Hi-Tek. Co-produzione: Talib Kweli. Violino: Owen Brown)

Durata totale: 69:33

## Classifiche

### Classifiche settimanali
| Classifica (2000)         | Posizione massima |
| ------------------------- | ----------------- |
| Stati Uniti               | 17                |
| US Top R&B/Hip-Hop Albums | 5                 |